# Kari Rajamäki
Kari Rajamäki, född 15 oktober 1948 i Anjala, är en finländsk politiker (socialdemokrat). Han var Finlands inrikesminister 2003–2007.